# Triangle of Sadness
Triangle of Sadness è un film del 2022 diretto da Ruben Östlund, al suo primo film in lingua inglese.
Il film ha ricevuto diversi riconoscimenti, tra i quali la Palma d'oro al 75º Festival di Cannes, tre nomination al Premio Oscar e due ai Golden Globe.

## Trama
Carl, un modello sulla tarda ventina (il «triangolo della tristezza» del titolo si riferisce, in termini di chirurgia estetica, alla zona tra gli occhi in cui si concentrano le rughe), si sente insicuro perché la sua fidanzata Yaya, anch'essa una modella, guadagna considerevolmente più di lui, mentre la sua carriera è in crisi. Dal canto suo, lei pare non saper decidere se considerare la loro una vera relazione o l'ennesimo espediente di facciata volto solo a guadagnare follower online. 
I due vengono invitati, gratuitamente, a fare una lussuosa crociera alle Bermuda in cambio della pubblicità social che possono offrire come influencer.
Il viaggio comincia nel lusso più sfarzoso e nella tranquillità generale, garantita dal capo del personale Paula e resa possibile dal qualificato staff della nave, a cui viene imposto di mettere i desideri dei ricchi passeggeri al primo posto e di non dire mai "no" alle loro richieste. Durante il soggiorno, Carl e Yaya fanno la conoscenza degli altri ospiti sulla nave, tra i quali spiccano Dimitrij (un oligarca russo magnate del fertilizzante, in viaggio con la moglie Vera e una compagna più giovane), Jorma Björkman (un solitario sviluppatore informatico che ha fatto milioni vendendo codici per app), Winston e Clementine (un'anziana coppia di ingegneri celebri per essere i maggiori produttori di mine antiuomo) e infine Uli e la moglie disabile Therese, che a causa di un ictus è in grado solo di dire la frase In den Wolken («Sulle nuvole»).
Le giornate scorrono tranquille sullo yacht, nonostante un bizzarro episodio scaturito da Vera, che ordina allo staff della nave di "scambiarsi i ruoli" e godersi un meritato bagno in mare. Il tutto accade sotto la costante supervisione di Paula, che più volte tenta di convincere il capitano della nave, Thomas, a uscire dalla propria cabina e ad accogliere gli ospiti. Thomas, riluttante all'idea di uscire, è infine costretto a cedere alle richieste di Paula, in vista della cena con il capitano compresa nel pacchetto del viaggio. 
A causa di una serie di incomprensioni tra Paula e il capitano Thomas, la cena si svolge durante una tempesta, mentre la nave sta attraversando una zona marittima di bassa pressione. La tranquillità della serata è scossa dalle turbolenze atmosferiche e dall'andamento instabile dello yacht, che genera in breve tempo un'ondata di mal di mare negli ospiti, che abbandonano la sala e si rifugiano nelle cabine in preda a tremendi attacchi di vomito e diarrea. La tempesta peggiora, e mentre i passeggeri e il personale si preparano a un eventuale naufragio, Thomas e Dimitrij (entrambi ubriachi) pronunciano un complicato discorso su socialismo e capitalismo all'interfono, facendo riecheggiare il loro delirio in tutta la nave, ormai allo sbando.
Alle prime luci del sole, quando la tempesta sembra definitivamente cessata, un gruppo di pirati attacca lo yacht e lo fa esplodere. Carl e Yaya, insieme a Dimitrij, Jorma, Therese, Paula e Nelson (un addetto alla sala macchine), naufragano su un'isola poco distante. Poco tempo dopo arriva anche Abigail, un'inserviente, arenandosi con una scialuppa sulla spiaggia. La donna, molto più pratica rispetto agli altri sopravvissuti, si offre di procacciare il cibo e costruire un accampamento, a patto che sia considerata il capitano da tutti gli altri e che ognuno contribuisca alla sopravvivenza sull'isola. Carl, inizialmente punito da Abigail per aver rubato una confezione di pretzel sticks, scende a patti con quest'ultima, offrendo il suo corpo in cambio di cibo da dividere tra lui e una riluttante Yaya.
Le giornate trascorrono interminabili fino a quando Yaya, spinta dalla curiosità, decide di esplorare l'altro capo dell'isola in cerca di provviste. Comunicata la propria decisione a Abigail, la donna si offre di accompagnarla durante il tragitto sotto gli occhi di uno stupito Carl. Le due donne intraprendono così il viaggio all'altro capo dell'isola, dove scoprono a sorpresa l'ascensore di un resort di lusso, rimasto celato ai sopravvissuti per tutta la durata del loro naufragio.  Mentre Yaya esulta e propone a Abigail un futuro come sua assistente per ringraziarla del suo aiuto, la donna afferra un sasso e si prepara a ucciderla. Carl, resosi conto troppo tardi delle vere intenzioni di Abigail, si lancia in una folle corsa per salvare la fidanzata, senza lasciar sapere allo spettatore se arriverà in tempo.

## Produzione
Le riprese del film si sono tenute principalmente nelle isole della Grecia: cominciate nel marzo 2020 dopo quasi tre anni di pre-produzione, si sono interrotte dopo 25 giorni e a 37% del girato totale a causa dello scoppio della pandemia di COVID-19 in Europa. Sono poi ricominciate nel mese di settembre, concludendosi in 73 giorni. Secondo Östlund, la produzione ha effettuato 1061 test durante le riprese, tutti risultati negativi. Per lo yacht è stato usato il celebre Christina O, appartenuto a Aristotele Onassis.

## Distribuzione
Il film è stato presentato in anteprima mondiale il 21 maggio 2022 in concorso al 75º Festival di Cannes, dove ha vinto la Palma d'oro al miglior film. È stato distribuito in Italia da Teodora Film a partire dal 27 ottobre 2022.

## Accoglienza

### Critica
Sull'aggregatore di recensioni Rotten Tomatoes il film ha un indice di gradimento del 72% con un voto medio di 7,2 su 10 basato su 267 recensioni. Metacritic gli assegna un punteggio di 63 su 100, basato su 47 recensioni.
In Italia Cineforum.it lo definisce squilibrato, esagerato e prolisso, mentre ondacinema.it scrive; "Champagne e vomito, dunque, come un cafonissimo Titanic del nuovo millennio".

## Riconoscimenti
- 2023 – Premio Oscar
  - Candidatura al miglior film
  - Candidatura al miglior regista a Ruben Östlund
  - Candidatura alla migliore sceneggiatura originale a Ruben Östlund
- 2023 – Golden Globe
  - Candidatura al miglior film commedia o musicale
  - Candidatura alla migliore attrice non protagonista a Dolly de Leon
- 2022 – Festival di Cannes[10]
  - Palma d'oro
  - Premio AFCAE
  - Candidatura Prix CST de l'Artiste-Technicien ad Andréas Frank, Bent Holm, Jacob Ilgner e Jonas Rudel
- 2022 - Guldbagge
  - Miglior film
  - Miglior regista a Ruben Östlund
  - Miglior attore non protagonista a Zlatko Burić
  - Miglior attrice non protagonista a Dolly de Leon
  - Migliori costumi a Sofie Krunegård